# Manu militari
Pour l’article homonyme, voir Manu Militari (rappeur) pour le rappeur québécois.
Manu militari est une expression latine signifiant « par le fait et avec les moyens nécessaires ». Elle est utilisée dans le langage légal pour indiquer que l'on a recours à la force publique.
Elle est utilisée par plusieurs auteurs tels que César dans De Bello Gallico ainsi que dans le langage courant, parfois sous la forme ipso facto et manu militari qui signifie « par le fait et avec tous les moyens nécessaires ».